# Јасенице (Конавле)
Јасенице су насељено место у саставу општине Конавле, Дубровачко-неретванска жупанија, Република Хрватска.

## Историја
До територијалне реорганизације у Хрватској налазиле су се у саставу старе општине Дубровник.

## Становништво
На попису становништва 2011. године, Јасенице су имале 14 становника.
| Број становника по пописима | Број становника по пописима | Број становника по пописима | Број становника по пописима | Број становника по пописима | Број становника по пописима | Број становника по пописима | Број становника по пописима | Број становника по пописима | Број становника по пописима | Број становника по пописима | Број становника по пописима | Број становника по пописима | Број становника по пописима | Број становника по пописима | Број становника по пописима |
| --------------------------- | --------------------------- | --------------------------- | --------------------------- | --------------------------- | --------------------------- | --------------------------- | --------------------------- | --------------------------- | --------------------------- | --------------------------- | --------------------------- | --------------------------- | --------------------------- | --------------------------- | --------------------------- |
| 1857                        | 1869                        | 1880                        | 1890                        | 1900                        | 1910                        | 1921                        | 1931                        | 1948                        | 1953                        | 1961                        | 1971                        | 1981                        | 1991                        | 2001                        | 2011                        |
| 92                          | 92                          | 92                          | 113                         | 118                         | 110                         | 90                          | 86                          | 83                          | 91                          | 84                          | 55                          | 31                          | 38                          | 22                          | 14                          |

### Попис1991.
На попису становништва 1991. године, насељено место Јасенице је имало 38 становника, следећег националног састава:
| Попис 1991.‍ | Попис 1991.‍ | Попис 1991.‍ | Попис 1991.‍ | Попис 1991.‍ |
| ----------- | ----------- | ----------- | ----------- | ----------- |
|             |             |             |             |             |
| Хрвати      | Хрвати      |             | 37          | 97,36%      |
| Муслимани   | Муслимани   |             | 1           | 2,63%       |
| укупно: 38  |             |             |             |             |